# سالي أولدفيلد
سالي أولدفيلد (بالإنجليزية: Sally Oldfield)‏ هي ملحنة ومغنية مؤلفة بريطانية، ولدت في 8 مارس 1947 في دبلن في جمهورية أيرلندا.

## وصلات خارجية
- الموقع الرسمي
- سالي أولدفيلد على موقع IMDb (الإنجليزية)
- سالي أولدفيلد على موقع ميوزك برينز (الإنجليزية)
- سالي أولدفيلد على موقع أول ميوزيك (الإنجليزية)
- سالي أولدفيلد على موقع ديسكوغز (الإنجليزية)
- سالي أولدفيلد على موقع ديسكوغز (الإنجليزية)